# Народна библиотека Крушевац
Народна библиотека у Крушевцу је матична општинска библиотека, која под овим називом постоји од 1956. године. Претеча библиотеке је Читалиште, основано 8. фебруара 1857. године. 
Из сачуване преписке између „Високославног попечитељства“ и Начелништва окружја Крушевачког види се да је акцију покренуло неколико виђенијих Крушевљана, и да је те године уписано 50 читалаца. Читале су се новине и часописи.

## Историјат

### Читалиште
Група грађана Крушевца новембра 1856. обратила се министру просвете са молбом да се оснује „просветно заведеније под именом „Касина“. Читалиште је основано 8. фебруара 1857. године. Не зна се колико је дуго радило Читалиште с обзиром да се јануара 1869. године поново оснива Читаоница.
„Извешће“ из године 1875. наводи наслове часописа који су се могли читати: Застава, Тежак, Јавор, Нова школа; на руском језику Руски мир и чешки Светозар. И ова читаоница је престала са радом неке од наредних година. Године 1979. отвара се нова читаоница под називом Читаоница крушевачка. Почетком 1881. године основа се Читаоница која има 74 члана и чији чланови улажу на одржање Читаонице по 8 динара годишње. Од новина ту су се могле читати Српске новине, Видело, Нови век, Школа, Самоуправа, Застава, Српски лист, Глас Црногорца, Блгарски глас, Трибина, а од књижевних часописа: Јавор, Порта, Побратимство, Српска зора и Стармали.

### Гимназијска библиотека
Гимназија је у Крушевцу отворена 1865. године, а већ следеће она оснива своју библиотеку. На основу извештаја из 1868/69 сазнајемо да је библиотека имала 105 књига. У међувремену спојене, 1871. године школска и варошка библиотека се одвајају. Следећи извештаји из 1888. године, говоре да је власт наредила да се, због унапређење наставе, под управу Гимназије стави Градска читаоница и ђачка књижница, која броји 700 књига. Почетком 20. века постоје као засебне наставничка и ђачка књижница.

### Књижница трговачке омладине
Књижница трговачке омладине, је основана 1911. године. Помиње се и 1919. као затворена, сталешка, а 1929. године, услед исказаних потреба грађанства, прерасла је у књижницу отвореног типа. Између два рата имала је око 1.000 књига и била је уређена по свим тада важећим библиотечким правилима. Коришћење књига се плаћало.

### Крушевачка грађанска читаоница и књижница
За прве три деценије 20. века готово никаквих података нема о постојању градске библиотеке. Штампа бележи да је крајем фебруара 1930. у хотелу „Таково“ одржан састанак оснивачког одбора Крушевачке грађанске читаонице и књижнице. Књижница и читаоница током 30–тих година ХХ века била је смештена у згради Начелства. У прво време радила је од 8-12 пре подне и од 4-8 по подне, а пред почетак Другог светског рата недељом. Током Другог светског рата сав фонд Крушевачке грађанске читаонице и књижнице разнесен је или уништен – осим оних књига које су остале код читалаца.

### Фронтовска библиотека
По ослобођењу организација Народног фронта, за потребе „радних људи и грађана“, почетком 1945. године, основала је Фронтовску библиотеку.
Народни фронт је преузео књижни фонд Трговачке омладине и организовао акцију сакупљања књига од грађана. Највећи број позајмљених књига је после рата враћен библиотеци. Био је то њен почетни фонд, заједно са књигама Књижнице Државне трговачке академије. Тај фонд је смештен у трговачку радњу „Браће Рајковић“. Библиотекари су посао обављали волонтерски.
Од године 1946. па надаље основано је више десетина народних књижница у селима крушевачког краја..

### Градска библиотека и читаоница
Одлуку о оснивању Градске библиотеке и читаонице, односно промени назива, Градски народни одбор Крушевца донео је 1. октобра 1947. године. Фонд библиотеке је бројао 8.964 књига, и имала је уписаних 1.427 читаоца. Исте године библиотека је измештена у Дом културе а 1953. у улицу Курсулину број 1.

## Данас
Данашњи назив библиотека добија 1956. године, 1960. године проглашена је за општинску матичну библиотеку, а следеће године за среску матичну библиотеку, што је остала до данас. У то време није била на јединственој локацији већ је била смештена на више места у граду. Од 1967. године налази се на делу првог спрата, а касније на целом спрату и међуспрату Дома синдиката на Тргу косовских јунака у центру града. Библиотека је данас савремена и успешна у остваривању програмских задатака и деловању у својој средини. О чему сведочи преко 40 признања, диплома, похвалница, плакета и награда, које је друштвена заједница, ужа и шира, доделила Народној библиотеци Крушевац. Издвајају се: Орден заслуга за народ са златном звездом, од Председништва СФРЈ, 1982. године; награда Милорад Панић Суреп, Заједнице матичних библиотека Србије, 1974. године. и Вукова награда, од Културно-просветне заједнице Србије, 1981. године.